# Gino Lo Russo Toma
Gino Lo Russo-Toma (Bisceglie, 9 luglio 1928 – Turi, 12 ottobre 2000) è stato un tenore italiano.
Dopo aver studiato canto a Roma, studi poi perfezionati a Milano negli anni quaranta, ha debuttato come Duca di Mantova in una rappresentazione del Rigoletto tenutasi nel capoluogo lombardo, per poi recitare in Cavalleria rusticana, insieme al soprano Maria Caniglia.
Particolarmente amato dalla critica, nel corso della sua carriera si è esibito in tutta l'Europa e in Asia, interpretando nove spettacoli dei quali sono state rappresentate oltre cento repliche.
Ha registrato per la casa discografica SONORITAS la prima registrazione mondiale della Messa di Gloria in fa maggiore di Pietro Mascagni.
Dopo aver anche inaugurato diversi luoghi come il Grande Teatro al Palazzo dei Congressi di L'Aia e il Teatro Congress Centrum Rai – gebouw di Amsterdam, si è ritirato dalle scene nel 1981, iniziando a insegnare canto in Puglia. La sua attività di insegnante è proseguita fino al 1999, quando è stato aggredito da due criminali con l'intenzione di rapinarlo in casa. È morto l'anno successivo a Turi.